# Tipula (Lunatipula) osmana
Tipula (Lunatipula) osmana is een tweevleugelige uit de familie langpootmuggen (Tipulidae). De soort komt voor in het Palearctisch gebied.